# Tehuacán
Tehuacán er en by og en kommune beliggende i den sydøstlige del af den mexikanske delstat Puebla. Den ligger 130 km fra byen Puebla, 1.676 meter over havet. Navnet kommer fra nahuatl og betyder «gudernes sted». Byen havde 331.526 indbyggere i 2002.
18°27′45″N 97°23′34″V / 18.46250°N 97.39278°V
Klimaet er tørt og halvtørt. Området er kendt for sin produktion af naturlig kulsyreholdig mineralvand.